# Halvdan - Il giovane vichingo
Halvdan - Il giovane vichingo (Halvdan Viking) è un film del 2018 diretto da Gustaf Åkerblom.

## Trama
Halvdan non è un vichingo come gli altri, zoppica ed è considerato come un solitario che non ha amici, a eccezione del fabbro che si è preso cura di lui da quando suo padre è partito per un saccheggio. Un giorno, durante un'escursione, Halvdan incontra al fiume Meia, la figlia del sovrano del villaggio vicino da sempre nemico della sua gente. Finiranno per superare le divergenze, divenire amici e vivere insieme un'avventura tanto commovente quanto divertente.